# Siraitia
Siraitia là một chi thực vật có hoa trong họ Cucurbitaceae.

## Loài
Chi Siraitia gồm các loài: